# Croton confertus
Espèce
Classification APG III (2009)
Croton confertus est une espèce de plantes à fleurs du genre Croton et de la famille des Euphorbiaceae, présente en Éthiopie et dans la péninsule arabe.